# 奧羅拉俱樂部
極光俱樂部（Club Aurora），舊稱奧羅拉俱樂部，是玻利維亞科恰班巴的足球隊，1935年成立，在2013年玻甲排在榜尾而降班，主場球場為費利斯球場。香港譯作「極光隊」，中國大陸一般稱「科恰班巴極光」以別於其他以「極光」為名的球隊，隊名Aurora取自英語中的「極光」，它的名字是由於那天的蒼穹。

## 起源
1935 年 5 月 27 日的那個清晨 ，在當時位於科隆廣場的美國學院門前，極光俱樂部誕生了，這是科恰班巴和國家足球最重要的俱樂部之一。
那天黎明出現的晴朗天空是年輕學生的靈感來源，他們熬夜尋找學校的名字。正是這樣，第一任總統胡安·切魯蒂和他的同伴在黎明時分凝視著暴露其無限天體的蒼穹，有充分的理由將新生團隊洗禮為“極光”。

### 誕生
那是 1935 年 5 月。那是一個晴朗的早晨，湛藍的天空，當胡安·切魯蒂 (Juan Cerruti) 指揮的一群學生決定在“美國學院”教育中心附近會面 - 在科隆廣場，現在是中央地區成立極光俱樂部的首都 萊昂納多說：“他們是在 27 日早上見面的。反抗那個研究所所長的男孩年齡在 17 到 19 歲之間，因為他不允許他們參加以學校名義舉辦的獎學金競賽。” Ferrel，Humberto 和 Wálter Ferrel 的兄弟，他創建了現在的 Aurora 的第一個目錄，從而拆除了具有歷史意義的 5 月 27 日的其他版本。
“男孩們去學校尋求許可，並參加了一個以學院名義舉辦的聯誼會。導演 Legrand Smith 否認了他們的這種可能性，然後學生們反抗並成立了一個俱樂部”，Ferrel 說。萊昂納多·費雷爾說：“他們在廣場上的長椅上相遇，在當時工作的研究所前，現在市市長辦公室的一些辦公室就在這裡”。“我沒有乾預俱樂部的成立，但我的一個兄弟說有十幾個年輕人不服從主任”。
胡安·塞魯蒂（Juan Cerruti）被任命為俱樂部的第一任主席，這不僅是足球，也是籃球，因為我們有幾個女孩加入了該機構的行列”，唐·萊昂納多說，多年後，他將成為俱樂部的領導者和足球運動員天藍隊竟然殺進了國家隊。他還提到，那個燦爛的日子的顏色被拍攝了。“有一個晴朗的天空，充滿藍色和白色，這意味著純潔。今天，它們是這顆偉大的極光的傳統顏色”，他補充道。

### 基金會
俱樂部成立於1935年5 月 27日，由 Instituto Americano 學校的一群學生在他們當時位於科隆廣場的教育中心附近相遇，該中心以前稱為“拉阿拉米達”，市政辦公室目前在那裡運作。它的名字是由於那天的蒼穹。極光俱樂部第一名目錄由胡安·切魯蒂（Juan Cerruti）擔任主席，勒內·魯伊斯（René Ruiz）擔任總書記；財務主管 Humberto Ferrel Lobo；代表 Alberto Camacho 和 Walter Ferrel de la Fuente；名譽主席 Timoteo Ferrel de la Fuente、Jacobo Meyer、Israel Ferzt 和 Juan Iriarte。
作為俱樂部的女王，Lidia Gueiler Tejada女士當選，她後來成為共和國總統，成為玻利維亞第一位女總統。
1. ↑  . 中國足彩網.   [2022-05-06]. （原始内容存档于2019-04-06）.
2. 1 2  . Club Aurora. （原始内容存档于2012-05-16）.